# Xordoga
Xordoga (en rus: Шордога) és un poble de l'óblast de Vladímir, a Rússia, segons el cens del 2010 tenia 40 habitants. Pertany al districte municipal de Iúriev-Polski.